# Jin Seon-kyu
Jin Seon-kyu (en hangul: 진선규, RR: Jin Seon-gyu), es un actor surcoreano.

## Biografía
Se graduó del departamento de actuación de la Universidad Nacional de Artes de Corea (Korea National University of Arts).
Desde el 2011 está casado con la actriz surcoreana Park Bo-kyung (박보경), la pareja tiene un hijo, 진격 y una hija, 진솔.

## Carrera
Es imiembro de la agencia L'July Entertainment (엘줄라이엔터테인먼트).
En 2022 se unió al elenco principal de la serie Through the Darkness (también conocida como "Those Who Read Hearts of Evil"), donde da vida a Gook Young-soo, el líder del equipo de Análisis de Conducta Criminal.
Ese mismo año apareció como parte del elenco de la película Confidential Assignment 2: International, donde interpreta a Jang Myung-jun, el líder de una organización criminal de Corea del Norte.

## Filmografía

### Series de televisión
| Año     | Título                       | Personaje              | Notas                              | Ref.          |
| ------- | ---------------------------- | ---------------------- | ---------------------------------- | ------------- |
| 2010    | Road No. 1                   | Go Man-yong            |                                    |               |
| 2012    | The Great Seer               | Lee Han-baek           |                                    |               |
| 2012    | God of War                   | Gab-yi                 |                                    |               |
| 2014    | Three Days                   | Moon Shin-nam          |                                    |               |
| 2015    | Make a Woman Cry             | Hwang Kyung-soo        |                                    |               |
| 2015    | Songgot: The Piercer (Awl)   | -                      |                                    |               |
| 2015-16 | Six Flying Dragons           | Nam-eun                |                                    |               |
| 2016    | Marriage Contract            | Médico de Oh Mi-ran    |                                    |               |
| 2016    | Doctors                      | Kim Chi-hyun           |                                    |               |
| 2016    | Entourage                    | Amigo de Eun-gab       | Aparición especial, tres episodios |               |
| 2017    | Man to Man                   | Director               | Aparición especial                 |               |
| 2017    | Live Up to Your Name         | Padre de Yeon-i        |                                    |               |
| 2018    | Lawless Lawyer               | Oficial Park           | Aparición especial, ep. 1          |               |
| 2019-20 | Kingdom                      | Deok Sung              |                                    |               |
| 2021    | Be Melodramatic              | Actor                  | Aparición especial, dos episodios  | [ 4 ]         |
| 2021    | Vincenzo                     | Kim Jong-man           | Aparición especial, ep. 1          | [ 5 ]         |
| 2021    | One the Woman                | Repartidor             | Aparición especial, ep. 1          | [ 6 ]         |
| 2022    | Through the Darkness         | Gook Young-soo         | 12 episodios                       | [ 7 ]         |
| 2022    | Love All Play                | -                      | Aparición especial                 | [ 8 ]         |
| 2022    | Ransom                       | Noh Hyung-soo          |                                    | [ 9 ]         |
| 2022    | Detrás de cada estrella      | Él mismo               | Aparición especial                 | [ 10 ]        |
| 2022-23 | La gran apuesta              | Profesor de secundaria |                                    | [ 11 ]        |
| 2023    | Revenant                     | Padre de Gu San-yeong  | Aparición especial                 | [ 12 ]        |
| 2023    | King the Land                | Policía                | Aparición especial                 | [ 13 ]        |
| 2025    | La bruja                     | Hwang Jung-sik         | Aparición especial, ep. 3          | [ 14 ]        |
| 2025    | ¡Oh, mis clientes fantasmas! | Noh Woo-jin            | Aparición especial, ep. 5 y 10     | [ 15 ] [ 16 ] |

### Películas
| Año  | Título                                    | Personaje                        | Notas                       | Ref.          |
| ---- | ----------------------------------------- | -------------------------------- | --------------------------- | ------------- |
| 2008 | The Good, the Bad, the Weird              | Hombre en el mercado tradicional |                             |               |
| 2011 | Poongsan                                  | Soldado Norcoreano               |                             |               |
| 2011 | Mama                                      | Doctor de Dong-sook              |                             |               |
| 2012 | Helpless                                  | Contador                         |                             |               |
| 2012 | All Bark No Bite                          | Choong-mo                        |                             |               |
| 2012 | Mr. XXX-Kisser                            | Reportero del túnel              |                             |               |
| 2014 | Tabloid Truth                             | Nam-heung                        |                             |               |
| 2014 | Venus Talk                                | Kim Dae-ri                       |                             |               |
| 2015 | The Sound of a Flower                     | Gerente de "School Magazine"     |                             |               |
| 2015 | Love Guide for Dumpees (A Dramatic Night) | Hombre en el café                |                             |               |
| 2016 | The Hunt                                  | Kim Joong-hyeon                  |                             |               |
| 2016 | Tunnel                                    | Agente de Equipamiento           |                             |               |
| 2017 | The Mayor                                 | Gil-soo                          |                             |               |
| 2017 | The Merciless                             | Jefe de la Sección de Seguridad  |                             | [ 17 ]        |
| 2017 | The Outlaws                               | Wi Seong-rak                     |                             |               |
| 2017 | The Fortress                              | Lee Doo-gap                      |                             |               |
| 2017 | The Swindlers                             | Primo mayor                      | Aparición especial          |               |
| 2018 | Herstory                                  | Fotógrafo (voz)                  | Cameo                       |               |
| 2018 | Dark Figure of Crime                      | Detective Jo                     |                             |               |
| 2018 | Intimate Strangers                        | Hombre de Facebook (voz)         | Cameo                       |               |
| 2018 | The Villagers (Ordinary People)           | Kwak Byung-doo                   |                             |               |
| 2018 | Unfinished (In the Line of Fire)          | Kkong-chi                        |                             |               |
| 2019 | Extreme Job                               | Det. Ma Bong-pal                 |                             |               |
| 2019 | Svaha: The Sixth Finger                   | monje Hae-an                     |                             |               |
| 2019 | Money                                     | Park Chang-goo                   |                             |               |
| 2019 | Romang                                    | Jo Nam-bong (de joven)           | Cameo                       |               |
| 2019 | Long Live the King                        | Jo Kwang-Choon                   |                             |               |
| 2019 | Warning: Do Not Play                      | Kim Jae-hyun                     |                             |               |
| 2019 | Man of Men                                | Dae-guk                          |                             |               |
| 2021 | Barrenderos espaciales                    | Tiger Park / Park Kyung-soo      |                             | [ 18 ] [ 19 ] |
| 2021 | Chun Tae-il (Tae-il)                      | Si-heon                          | Voz (película de animación) |               |
| 2022 | Kingmaker                                 | Granjero                         | Aparición especial          | [ 20 ] [ 21 ] |
| 2022 | Confidential Assignment 2: International  | Jang Myung-jun                   |                             | [ 22 ]        |
| 2022 | Season of You and Me                      | Kim Hyun-shik                    |                             |               |
| 2023 | Count                                     | Si-heon                          |                             | [ 23 ] [ 24 ] |
| 2023 | Honey Sweet                               | Byeong-hoon                      |                             | [ 25 ]        |
| 2024 | Alienoid: Return to the Future            | Neung-pa                         |                             | [ 26 ]        |
| 2024 | Invasión, insurrección                    | Kim Ja-ryeong                    |                             | [ 27 ]        |

### Programas de variedades
| Año  | Título                      | Notas                   |
| ---- | --------------------------- | ----------------------- |
| 2018 | MMTG (Civilization Express) | (ep. #171) - invitado   |
| 2018 | Carefree Travellers         | (ep. #88-91) - invitado |
| 2018 | Movie Room                  | (ep. #8) - invitado     |
| 2019 | Movie Room Season 2         | (ep. #91) - invitado    |
| 2019 | Running Man                 | (ep. #435) - invitado   |

### Musicales
| Año         | Título                         | Personaje | Notas |
| ----------- | ------------------------------ | --------- | ----- |
| 2004 - 2012 | 거울공주 평강이야기            | 야생소년  |       |
| 2007        | 김종욱 찾기                    | 멀티맨    |       |
| 2009        | 점점                           | 김보살    |       |
| 2012        | Legally Blonde (리걸리 블론드) | 에밋      |       |
| 2013 - 2014 | Aghata (아가사)                | 로이      |       |
| 2014        | 여신님이 보고 계셔             | 이창섭    |       |

### Teatro
| Año               | Título                                                          | Personaje                | Notas               |
| ----------------- | --------------------------------------------------------------- | ------------------------ | ------------------- |
| 2017              | 신인류의 백분토론                                               | 전진기                   |                     |
| 2015              | Dwarfs (난쟁이들)                                               | -                        |                     |
| 2014 - 2015       | Hot Summer (뜨거운 여름)                                        | 재희                     |                     |
| 2014              | 가을 반딧불이                                                   | 분페이                   |                     |
| 2013 - 2016       | With Me Grandfather (나와 할아버지)                             | Abuelo (할아버지)        | junto a Oh Eui-shik |
| 2013              | 올모스트 메인                                                   | EAST                     |                     |
| 2013              | 선녀씨 이야기                                                   | 종우                     |                     |
| 2012              | There (거기)                                                    | 병도                     |                     |
| 2011              | If You Together (너와 함께라면)                                 | 아버지 / 코이소 쿠니타로 |                     |
| 2011              | Bald Singer (대머리 여가수)                                     | 서씨                     |                     |
| 2009              | 늘근도둑 이야기                                                 | Ladrón (덜 늙은 도둑)    |                     |
| 2008 - 2009, 2014 | We Went To The Karaoke We Talk? (우리 노래방가서 얘기 좀 할까?) | 아버지 / 노래방 주인     | junto a Oh Eui-shik |
| 2007 - 2008       | 내 마음의 안나푸르나                                            | 사위                     |                     |
| 2007, 2012        | Chilsu and Mansu (칠수와 만수)                                  | 만수                     |                     |
| 2006              | The Mask (더 마스크)                                            | Limpiador (청소할아범)   |                     |
| 2004              | Hareuk Story (하륵이야기)                                       | -                        |                     |
| 2004              | Ssukbu ridden (쑥부쟁이)                                        | -                        |                     |
| 2003              | The Lovers of Greek Drama (희랍극의 연인들)                     | -                        |                     |
| 2003              | Delraguahda (델라구아다)                                        | -                        |                     |
| 2003              | I Would Haedeuril Dressing...? (드레싱...해드릴까요?)           | -                        |                     |
| 2002              | 마당을 나온 암탉                                                | -                        |                     |
| 2002              | Gift Ideas                                                      | -                        |                     |
| 2002              | Barbarian Woman Stud (오랑캐 여자 옹녀)                         | -                        |                     |
| 2002              | Woori Country (우리나라 우투리)                                 | -                        |                     |
| 2001              | The Hamlet Blue (햄릿인 블루)                                   | -                        |                     |
| 2001              | Flower Shop Of Horror (공포의 꽃가게)                           | -                        |                     |
| 2000              | 보이첵                                                          | -                        |                     |

## Embajador
| Año             | Título                     | Notas |
| --------------- | -------------------------- | ----- |
| 2019 - presente | KRX Gold Market Ambassador |       |

## Premios y nominaciones
| Año  | Categoría                                            | Premio                                        | Trabajo        | Resultado |
| ---- | ---------------------------------------------------- | --------------------------------------------- | -------------- | --------- |
| 2021 | Best Supporting Actor                                | 42nd Blue Dragon Film Award                   | Space Sweepers | Nominado  |
| 2020 | Best Supporting Actor                                | 56th Grand Bell Award                         | Extreme Job    | Ganó      |
| 2019 | Best Supporting Actor                                | 40th Blue Dragon Film Award                   | Extreme Job    | Nominado  |
| 2019 | Best Supporting Actor                                | 39th Korean Association of Film Critics Award | Extreme Job    | Ganó      |
| 2019 | Best Supporting Actor                                | 28th Buil Film Award                          | Extreme Job    | Nominado  |
| 2019 | Best Supporting Actor                                | 24th Chunsa Film Art Award                    | Extreme Job    | Nominado  |
| 2019 | Best Supporting Actor (Film)                         | 55th Baeksang Arts Award                      | Extreme Job    | Nominado  |
| 2019 | Minister of Culture, Sports and Tourism Commendation | 10th Korean Popular Culture and Arts Award    | -              | Ganó      |
| 2019 | Film Actor of the Year                               | 17th Brand of the Year                        | -              | Ganó      |
| 2018 | Best Supporting Actor (Film)                         | 2nd The Seoul Award                           | The Outlaws    | Nominado  |
| 2018 | Best Supporting Actor                                | 55th Grand Bell Award                         | The Outlaws    | Nominado  |
| 2018 | Best Supporting Actor                                | 23rd Chunsa Film Art Award                    | The Outlaws    | Nominado  |
| 2018 | Best Supporting Actor (Film)                         | 54th Baeksang Arts Award                      | The Outlaws    | Nominado  |
| 2018 | Best Supporting Actor                                | 9th Film Award of the Year                    | The Outlaws    | Ganó      |
| 2017 | Best Supporting Actor                                | 38th Blue Dragon Film Award                   | The Outlaws    | Ganó      |